# Félix Miélli Venerando
Félix Miélli Venerando, mais conhecido como Félix (São Paulo, 24 de dezembro de 1937 – São Paulo, 24 de agosto de 2012), foi um treinador e futebolista brasileiro, que atuava como goleiro. Foi campeão com a Seleção Brasileira de Futebol no Copa do Mundo FIFA de 1970.

## Carreira

### Futebol paulista
Sua carreira começou bem cedo, nas divisões de base do Nacional-SP da capital paulista e, com apenas 15 anos de idade, profissionalizou-se no Juventus-SP da Mooca. Félix ficou no Moleque travesso até 1955, quando foi contratado pela Portuguesa, no dia 23 de julho de 1955. Sua estreia, porém, só veio acontecer no dia 26 de março de 1956, no Torneio Rio-São Paulo Internacional, pois Cabeção estava defendendo a seleção, e Félix jogou na vitória por 2 a 1 contra o Newell's Old Boys.
Com a saída de Cabeção em 1957, a Portuguesa contratou, no ano seguinte, o goleiro Carlos Alberto, que havia jogado no Vasco da Gama. Félix passou a treinar com os aspirantes e foi campeão paulista em 1957. Depois, foi emprestado ao Nacional-SP. Retornou à Portuguesa no final de 1960, a pedido do treinador Nena, e assim, finalmente, vestiu a camisa número 1 da Lusa. Foi titular absoluto de 1961 até 1963. De 1964 até 1968, Félix passou a revezar com Orlando, que havia sido contratado junto ao São Cristóvão.
Em 1964, a Portuguesa foi convidada para tomar parte nos eventos ligados à Feira Internacional de Nova York, e teve de enfrentar, em Massachusetts, uma seleção local. O time da Portuguesa era respeitável, com Ivair (o príncipe) e Henrique Frade, entre outros. O jogo estava tão fácil que, quando já estava 9 a 0, Orlando entrou no gol e Félix, em vez de deixar o campo, decidiu jogar no ataque. Após um cruzamento de Almir pela direita, Félix entrou na área e marcou o décimo gol. O jogo acabou 12 a 1.
Jogando pela Portuguesa, disputou quatro partidas pela Seleção Brasileira. Estreou no Estádio do Pacaembu, em 22 de novembro de 1965, defendendo a chamada "Seleção Azul" na vitória por 5 a 3 sobre a Hungria. Esta seleção era composta somente por jogadores de clubes paulistas, que neste dia jogou desta maneira: Félix, Carlos Alberto Torres, Djalma Dias, Procópio e Edílson (Geraldino); Lima e Nair; Marcos, Prado (Coutinho), Servílio e Abel. Félix também disputou a Copa Roca em Montevidéu, contra o Uruguai, entre 25 de junho e 1 de julho de 1967, em três empates (0 a 0, 2 a 2 e 1 a 1).
Sua despedida pela Portuguesa aconteceu no dia 3 de março de 1968, quando enfrentou o São Paulo e empatou por 0 a 0. Foi vendido para o Fluminense, no dia 20 de julho de 1968, um dia antes do aniversário de 66 anos da equipe, por 150 mil cruzeiros.
Jogando pela Lusa, Félix participou de 305 jogos, com 147 vitórias, 71 empates e 87 derrotas, além de ter um gol marcado pelo clube rubro-verde.

### Fluminense
Quando chegou ao Fluminense, Félix já tinha 30 anos, experiente, não se abalava com as eventuais falhas e retomava a confiança rapidamente, passando segurança para os companheiros de time.
Pelo Fluminense, Félix foi campeão carioca em 1969, 1971, 1973, 1975 e 1976, campeão também de três edições de taças guanabaras, duas delas, em 1969 e 1971, competições independentes do Campeonato Carioca, além ter conquistado também o Campeonato Brasileiro de 1970, quatro turnos de campeonatos cariocas com outros nomes, e outros torneios, esses, amistosos, tendo sido indicado para o Tricolor por ninguém menos que Telê Santana. Atuou em 319 partidas entre 1968 e 1978, com 152 vitórias, 82 empates e 85 derrotas, sofrendo 260 gols (0,82 por partida). Foram cinco decisões de Campeonato Carioca como titular, e quatro títulos, em 1969, 1971, 1973 e 1975, sendo vice em 1972.
Uma de suas defesas mais espetaculares aconteceu na vitória do Fluminense sobre o Botafogo por 2 a 1, pela Taça Guanabara de 1975, no dia 21 de abril, quando o então atacante alvinegro Nílson Dias, matou a bola no peito na meia-lua da grande área, e de costas para o gol, deu uma bicicleta, com Félix saltando do meio do gol e encaixando a bola no ângulo direito, perante 109.705 espectadores pagantes, garantindo a vitória e a classificação do Tricolor para a final da Taça Guanabara contra o America, quando o Fluminense se sagraria campeão.
Jogou em dois times vitoriosos do Fluminense apelidados de "Máquina Tricolor", o de 1969-70-71, e o de 1975-76-77.
O seu apelido era "papel", devido a sua magreza e aos voos espetaculares que dava para agarrar a bola (voava como um papel).

### Seleção Brasileira
Pela Seleção Brasileira, Félix disputou 48 partidas, conquistando o bicampeonato da Copa Rio Branco em 1967 e 1968, e o tricampeonato mundial na Copa do Mundo de 1970. Nesta competição, Félix fez defesas importantes. No difícil jogo contra a Inglaterra, na primeira fase, quando o jogo estava empatado sem gols, aos 12 minutos do primeiro tempo, fez uma defesa difícil em cabeçada de Francis Lee à queima-roupa, e ainda sofreu falta no lance, pois ele deu rebote e o atacante inglês tentou recuperar a bola, mas acabou acertando seu rosto, o que valeu um cartão amarelo ao atacante inglês. Nas semifinais, ele fez o que muitos consideram como a "defesa que valeu por um título". O Brasil vencia o Uruguai por 2 a 1, quando, aos 40 minutos do segundo tempo, uma bola levantada da esquerda por Julio César Cortés foi cabeceada por Luis Cubilla, que ia para o canto esquerdo, à meia altura, e Félix voou para espalmar a bola e, na sequência, a zaga afastou o perigo. Foi a última chance uruguaia para levar o jogo para a prorrogação. Dois minutos depois, o Brasil faria o terceiro gol, através de Roberto Rivellino, e garantiria sua vaga na final diante da Itália.

### Técnico, empresário e dirigente
No ano de 1982, Félix foi técnico interino do Botafogo e efetivo do Avaí. Atuou como tal por 18 jogos, obtendo 6 vitórias, 4 empates e 8 derrotas pelo Leão da Ilha da Magia.
Depois que encerrou sua carreira futebolística, Félix foi diretor comercial de uma empresa cujo proprietário era seu genro, casado com Lígia, uma das três filhas. Em seus últimos anos, coordenou uma escolinha de futebol comunitária, voltada para as crianças carentes, além de passar sua experiência dentro e fora dos gramados, em palestras para empresas e faculdades. Em 2007, assumiu o cargo de diretor-técnico da Inter de Limeira, que disputou a Série A-2 do Campeonato Paulista, tendo passado antes nas categorias de base de alguns clubes e ter se aposentado como preparador de goleiros do Fluminense ainda em 1977, onde ficou até 1980.

## Morte
Félix sofria de enfisema pulmonar e ficou internado no Hospital Vitória, em São Paulo, por 6 dias. Faleceu às 7h da manhã do dia 24 de agosto de 2012, após várias paradas cardiorrespiratórias.

## Títulos

### Seleção Brasileira
- Copa Rio Branco: 1967 e 1968
- Copa do Mundo FIFA: 1970
- Copa Roca: 1971

### Fluminense
- Campeonato Brasileiro: 1970
- Campeonato Carioca[20]: 1969, 1971, 1973, 1975 e 1976
- Taça Guanabara: 1969, 1971 e 1975
- Primeiro Turno do Campeonato Carioca de Futebol de 1970
- Segundo Turno do Campeonato Carioca de Futebol de 1972
- Segundo Turno do Campeonato Carioca de Futebol de 1973
- Terceiro turno do Campeonato Carioca de Futebol de 1976
- Torneio José Macedo Aguiar: 1971
- Torneio Internacional de Verão do Rio de Janeiro: 1973
- Torneio de Paris: 1976
- Torneio Teresa Herrera: 1977
- Taça Associación de La Prensa  (Esporte Clube Bahia-BA versus Fluminense): 1969;
- Taça João Durval Carneiro (Fluminense de Feira-BA versus Fluminense): 1969;
- Taça Francisco Bueno Netto (Fluminense versus Palmeiras 2.ª edição): 1969;
- Troféu Fadel Fadel - (Fla-Flu): 1969;
- Troféu Brahma Esporte Clube: 1969;
- Troféu Independência do Brasil - (Fla-Flu): 1970;
- Taça Francisco Bueno Netto (Fluminense versus Palmeiras 3.ª edição): 1970;
- Taça ABRP-Associação Brasileira de Relações Públicas 1950-1970 (Fluminense versus Vasco): 1970;
- Taça Globo (Fluminense versus Clube Atlético Mineiro): 1970;
- Troféu 27.º Aniversario dos Estados Árabes (Fluminense versus Vasco) -  1972;
- Taça O GLOBO (Fla-Flu) - 1973;
- Taça Professor Eurico Borba - 1974;
- Taça Colméia (Fla-Flu) - 1974;
- Taça Presidente Médici (Fla-Flu) - 1974;
- Taça João Coelho Netto "Preguinho" (Fluminense versus Corinthians) - 1975;
- Taça Federação Amazonense de Futebol (Atlético Rio Negro Clube-AM versus Fluminense) - 1975;
- Troféu Governador Fragelli (Seleção de Cuiabá-MT versus Fluminense)- 1975;
- Taça Interventor Federal (Bahia versus  Fluminense)- 1975;
- Troféu Irapuam Costa Jr. (Goiás Esporte Clube versus Fluminense) - 1976
- Taça Última Hora (Fluminense versus Vasco) - 1976
- Troféu Francisco Horta - 1977
- Taça Prefeito Mello Reis (Fla-Flu) - 1977
- Troféu Dep. Helio levy da Rocha - (Vila Nova versus Fluminense) - 1977

## Prêmios individuais
- Em 1970, ganhou o Prêmio Belfort Duarte, que homenageava o jogador de futebol profissional que passasse dez anos sem sofrer uma expulsão, tendo jogado pelo menos 200 partidas nacionais ou internacionais.[10]